# Prince of Wales Northern Heritage Centre

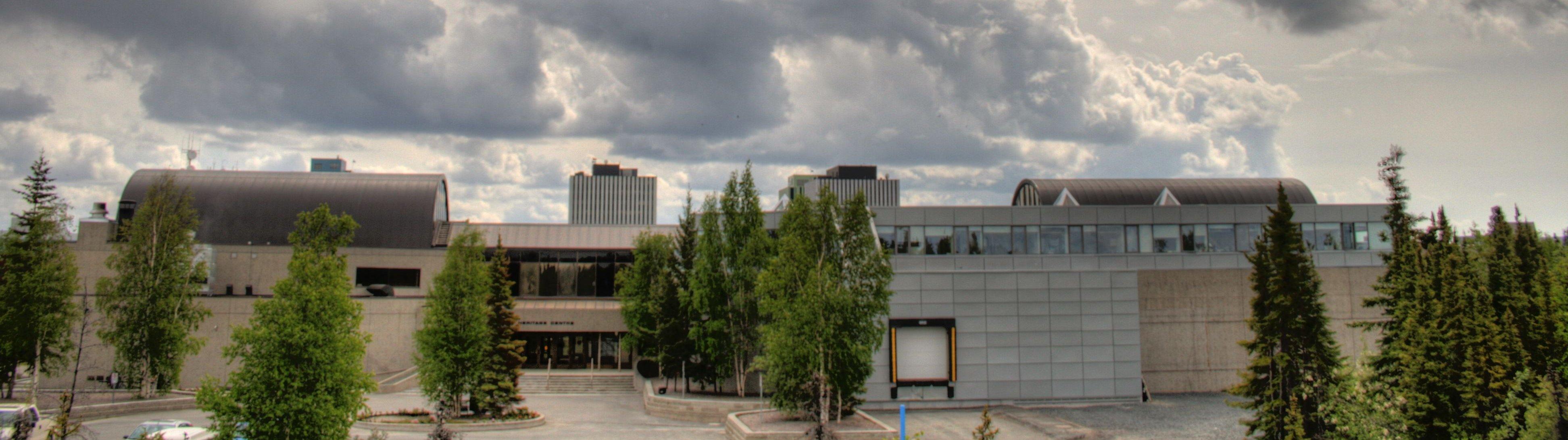
Das Northern Heritage Centre

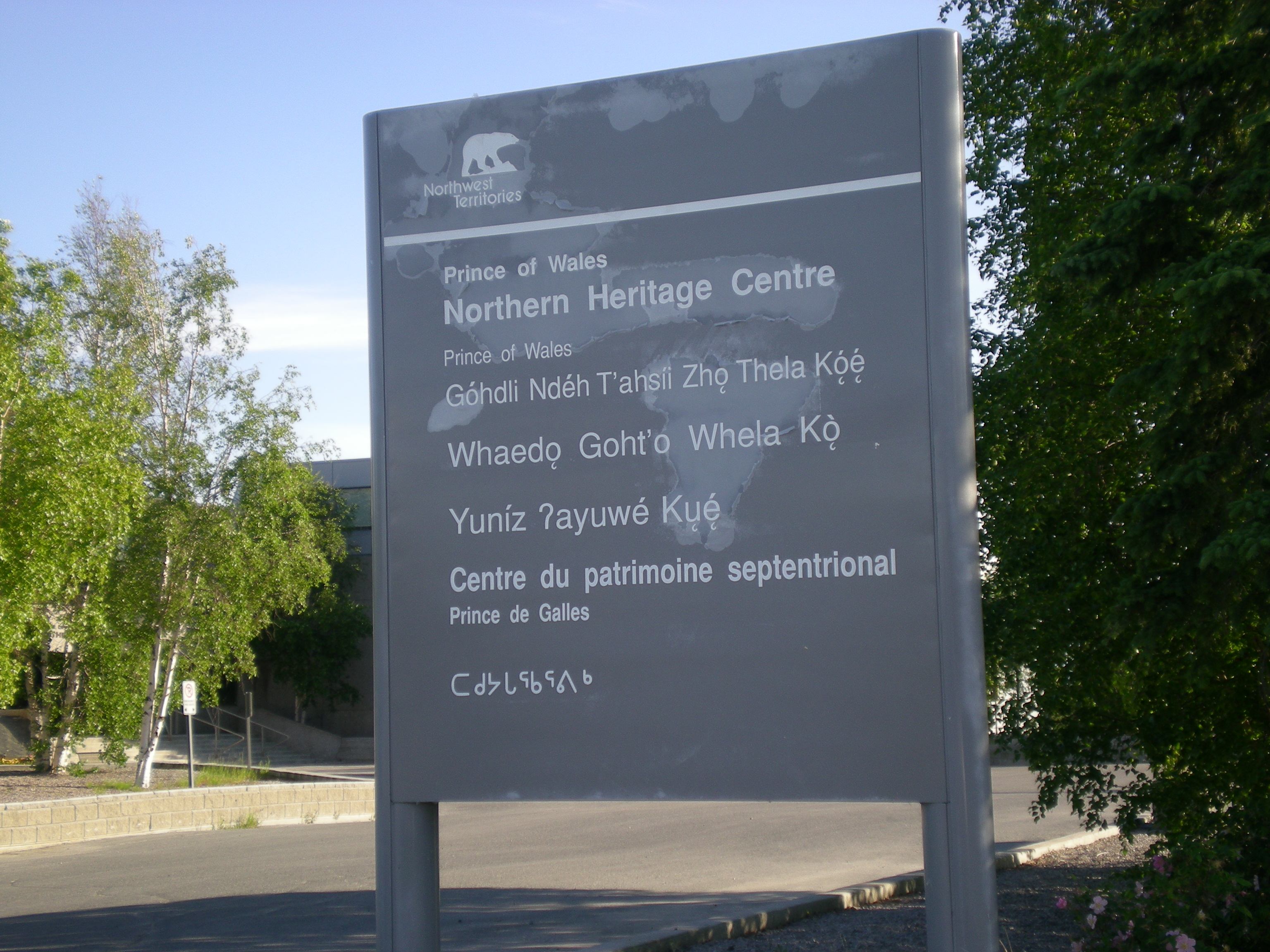
Tafel mit dem Namen der Einrichtung am Eingang, geschrieben in den wichtigsten Sprachen des Territoriums

Das Prince of Wales Northern Heritage Centre auf Englisch oder Centre du patrimoine septentrional Prince-de-Galles auf Französisch ist ein Museum und Archiv in Yellowknife, der Hauptstadt der kanadischen Nordwest-Territorien. Es widmet sich der Kultur und den Hinterlassenschaften der Inuit, Inuvialuit, der Dene, Métis und auch der nicht-indigenen Bewohner der arktischen und subarktischen Gebiete. Das Haus beherbergt neben dem Museum die Northwest Territories Archives. Zugleich steuert es zahlreiche Lehrprogramme, die die meisten der 61 Gemeinden des Territoriums erreichen. Schließlich ist es für Grabungsgenehmigungen bei archäologischen Untersuchungen verantwortlich und unterstützt mit seinen Mitteln Bürger, die im kulturellen Bereich tätig sind.
Das Heritage Centre besitzt eine Sammlung von rund 100.000 Objekten, die die Bereiche der Geschichte und Kultur, der Flora und Fauna und der Geologie repräsentieren. Das Haus ist eines der Repositorien für alle archäologischen Funde des Territoriums, sie stellen die überwiegende Zahl der Objekte.
Das Archiv bietet 250.000 historische Fotografien, 5.000 Stunden Tonaufnahmen, zumeist zur mündlichen Überlieferung, und 400 Filme. Hinzu kommen 400 Regalmeter an schriftlichen Quellen. 

## Geschichte
Das Konzept für das Heritage Centre entstand 1971, da man fürchtete, die Archivalien und Artefakte könnten ansonsten verstreut werden und verloren gehen. 1972 genehmigte die Regierung des Territoriums die Planungen. Am 16. April 1979 konnte das Haus in Anwesenheit von Charles, des damaligen Prince of Wales, dessen Titel es trägt, eröffnet werden.
Zur Außenwirkung des Museums trägt erheblich bei, dass sogenannte Virtual Exhibitions, also über das Internet aufrufbare Ausstellungen zusammengestellt wurden. Zu diesen zählt etwa James Jerome. Through a Gwich'in Lens, An Archaeological Expedition to Kuukpak oder Celebrating Yellowknife's 75th Anniversary.